# Seychelles ai Giochi della XXXI Olimpiade
Le Seychelles hanno partecipato ai Giochi della XXXI Olimpiade, che si sono svolti a Rio de Janeiro, Brasile, dal 5 al 21 agosto 2016, con una delegazione di 10 atleti impegnati in 6 discipline. Portabandiera alla cerimonia di apertura è stato il velista Rodney Govinden.
Si è trattato della nona partecipazione di questo paese ai Giochi. Così come nelle precedenti edizioni, non sono state conquistate medaglie.

## Atletica leggera
- 400 m ostacoli maschili - 1 atleta (Ned Azemia)
- Salto in alto femminile - 1 atleta (Lissa Labiche)

## Judo
- 100 kg maschili - 1 atleta (Dominic Dugasse)

## Nuoto
- 50 m stile libero maschili - 1 atleta (Adam Viktora)
- 100 m dorso femminili - 1 atleta (Alexus Laird)

| Atleta       | Evento                    | Batterie | Batterie  | Semifinali      | Semifinali      | Finale          | Finale          |
| Atleta       | Evento                    | Tempo    | Posizione | Tempo           | Posizione       | Tempo           | Posizione       |
| ------------ | ------------------------- | -------- | --------- | --------------- | --------------- | --------------- | --------------- |
| Alexus Laird | 100 metri dorso femminili | 1'04"21  | 27ª       | non qualificata | non qualificata | non qualificata | non qualificata |

## Pugilato
- Pesi leggeri maschili - 1 atleta (Andrique Allisop)

## Sollevamento pesi
- 62 kg maschili - 1 atleta (Rick Confiance)

## Vela
- RS:X maschile - 1 atleta (Jean-Marc Gardette)
- Laser maschile - 1 atleta (Rodney Govinden)
- Finn maschile - 1 atleta (Allan Julie)